# فرودگاه موندنس رنچ
فرودگاه موندنس رنچ (به انگلیسی: Moondance Ranch Airport) یک فرودگاه است که یک باند فرود چمن دارد و طول باند آن ۵۱۸ متر است. این فرودگاه در کشور ایالات متحده آمریکا قرار دارد و در ارتفاع ۱۵۱۷ متری از سطح دریا واقع شده‌است.